# Tobias Turns the Tables
Tobias Turns the Tables è un cortometraggio muto del 1913 diretto da Oscar Eagle.

## Produzione
Il film fu prodotto dalla Selig Polyscope Company.

## Distribuzione
Distribuito dalla General Film Company, il film - un cortometraggio in una bobina - uscì nelle sale cinematografiche USA il 19 agosto 1913.